# Comuna Voronkî, Ciornuhî
Voronkî (în ucraineană Вороньки) este o comună în raionul Ciornuhî, regiunea Poltava, Ucraina, formată din satele Haikî, Iațiukove, Krasne, Nova Dibrova, Piznîkî și Voronkî (reședința).

## Demografie
Componența lingvistică a comunei Voronkî
     Ucraineană (98,57%)
     Rusă (1,43%)
Conform recensământului din 2001, majoritatea populației comunei Voronkî era vorbitoare de ucraineană (98,57%), existând în minoritate și vorbitori de rusă (1,43%).